# Modelos de circulación general
Un modelo general de circulación (MCG, en inglés: GCM) es un modelo de tipo matemático sobre lo que es la circulación de una atmósfera u océano planetario. Un modelo general de circulación se basa en ecuaciones Navier-Stokes sobre una esfera rotatoria utilizando términos termodinámicos para las diversas fuentes de energía (radiación, y calor latente). Estas ecuaciones sirven de base para modelos complejos en programas de computador que normalmente se utilizan para simular las condiciones de la atmósfera y los océanos de la Tierra.
Los MCGs son componentes claves del modelo de clima global, junto con componentes de la superficie terrestre y también del mar, como hielo marino. Estos modelos y los MCGs son ampliamente utilizados para el pronóstico del tiempo, para comprender el clima y para proyectar el cambio climático.